# Walter Ludwig (Landrat)
Hubert Jacob Walter Ludwig (* 13. April 1882 in Gießen; † 24. Juli 1945 in Kassel) war ein deutscher Landrat und Abgeordneter des Provinziallandtages der preußischen Provinz Hessen-Nassau.

## Leben
Hubert Jacob Walter Ludwig wurde als Sohn des Universitätsprofessors Hubert Ludwig (1852–1913) und dessen Gemahlin Anna Maria Theresia Bratsch geboren. Nach dem Abitur absolvierte er ein Studium der Rechtswissenschaften und war Gerichtsreferendar, bevor er 1905 in die Landesverwaltung ging. Als Regierungsassessor war er beim Landkreis Heydekrug (Memelland) tätig und wurde 1909 zum Landratsamt Hohensalza (Provinz Posen) versetzt. Bevor er am 18. Januar 1918 mit der kommissarischen Leitung der Landkreisverwaltung Hünfeld beauftragt wurde, war er als Regierungsrat bei der Bezirksregierung Düsseldorf beschäftigt. Vom 15. August 1918 bis Ende Juli 1935 war er definitiv Landrat des Landkreises Hünfeld. Aus politischen Gründen wurde er abberufen und zur Bezirksregierung Kassel versetzt. Hier blieb er – mit einer kurzzeitigen Beschäftigung im Reichsinnenministerium – bis zu seinem Tod.
Als Mitglied der Deutschen Zentrumspartei erhielt er 1919 ein Mandat für den Kurhessischen Kommunallandtag des Regierungsbezirks Kassel, aus dessen Mitte er zum Abgeordneten des Provinziallandtages der Provinz Hessen-Nassau bestimmt wurde.
Er heiratete am 15. August 1908 in Bornheim Katharina Theodora Sophia Gummersdorf (* 15. Dezember 1881; † 1. Januar 1970).